# Club der leisen Töne
Club der leisen Töne (Originaltitel: El club de los graves) ist eine kolumbianische Jugendserie, die von TeleColombia für die Walt Disney Company umgesetzt wurde. Die Premiere der Serie fand in Lateinamerika am 22. Februar 2023 auf Disney+ statt. Im deutschsprachigen Raum erfolgte die Erstveröffentlichung der Serie durch Disney+ am selben Tag.

## Handlung
Professor Amaranto Molina, ein unkonventioneller Lehrer, der sich auf Musikpädagogik spezialisiert hat, will das Ultranova-Institut von Grund auf reformieren. Die renommierte Musikschule legt ihren Fokus darauf, dass sich die Schüler dem Mainstream anpassen, um kommerziell erfolgreich zu sein und sich somit besser vermarkten zu lassen. Diese Praxis führt jedoch dazu, dass Schüler, die diesen Anforderungen nicht entsprechen, ausgegrenzt und in ihrer künstlerischen Entfaltung beschnitten werden. Jedes Jahr wählt der Direktor des Instituts, Eduardo Kramer, fünf Schüler für die begehrte Musikgruppe „Die Schrillen“ aus, welche die Schulphilosophie am besten repräsentieren und das größte Potenzial aufweisen. Diejenigen, die in den Augen der Schule am wenigsten ins Raster passen, werden dem „Club der leisen Töne“ zugeteilt. Amaranto wird mit der Leitung dieser Gruppe betraut. Doch anstatt den üblichen Lehrplan herunterrattern, versucht der als exzentrisch geltende Amaranto mit seinen disruptiven Methoden, einen inklusiven Unterricht zu gestalten, der den Schülern eine neue Perspektive für die Zukunft eröffnet und ihnen hilft, ihre jeweiligen einzigartigen Talente zu fördern und diesen Ausdruck zu verleihen. Mit der Zeit heilen die Wunden der Schüler, aber vor allem Direktor Kramer missfällt die Vorgehensweise von Amaranto und ergreift drastische Maßnahmen. Und dann ist da noch die rätselhafte Vergangenheit Amarantos, die er stets zu verbergen versucht und welcher die Schüler nach und nach auf die Spur kommen.

## Besetzung und Synchronisation
| Rolle           | Schauspieler         | Synchronsprecher |
| --------------- | -------------------- | ---------------- |
| Amaranto Molina | Carlos Vives         |                  |
| Eduardo Kramer  | Julián Arango        |                  |
| Martina         | Catalina Polo        |                  |
| Lala            | María Fernanda Marín |                  |
| Roxana          | Manuela Duque        |                  |
| Cami            | Salomé Camargo       |                  |
| Amalia          | Elena Vives          |                  |
| Romario         | Brainer Gamboa       |                  |
| Pa-Pi-Yón       | Kevin Bury           |                  |
| Raphaelo        | Gregorio Umaña       |                  |
| KJ              | Pitizion             |                  |
| Peter           | Juan Manuel Lenis    |                  |
| Dardo           | Juan Camilo González |                  |
| Ocampo          | Luis Fernando Salas  |                  |
| Minerva         | Giseth Mariano       |                  |
| Mariana         | Deisy Mariano        |                  |
| Mona            | Zoila Mariano        |                  |
| Pablo           | Juan Sebastián Diez  |                  |
| Sara            | Melanie Dell'Olmo    |                  |
| Lina            | Sharik Abusaid       |                  |
| Panchito        | Juan Diego Panadero  |                  |

## Episodenliste
| Nr. | Deutscher Titel          | Originaltitel        | Erstveröffentlichung (Lateinamerika) | Deutschsprachige Erstveröffentlichung (D/A/CH) | Regie | Drehbuch |
| --- | ------------------------ | -------------------- | ------------------------------------ | ---------------------------------------------- | ----- | -------- |
| 1   | Natürliche Auslese       | Selección natural    | 22. Feb. 2023                        | 22. Feb. 2023                                  | —     | —        |
| 2   | Die Mauern durchbrechen  | Rompiendo muros      | 22. Feb. 2023                        | 22. Feb. 2023                                  | —     | —        |
| 3   | Das Klavier im Dschungel | El piano de la selva | 22. Feb. 2023                        | 22. Feb. 2023                                  | —     | —        |
| 4   | Der geheime Garten       | El jardín secreto    | 22. Feb. 2023                        | 22. Feb. 2023                                  | —     | —        |
| 5   | Puls                     | Pulso                | 22. Feb. 2023                        | 22. Feb. 2023                                  | —     | —        |
| 6   | Die Musik ertönt         | La música sube       | 22. Feb. 2023                        | 22. Feb. 2023                                  | —     | —        |
| 7   | Wie der Vater…           | De tal palo…         | 22. Feb. 2023                        | 22. Feb. 2023                                  | —     | —        |
| 8   | Was ich nicht weiß       | Lo que no se ve      | 22. Feb. 2023                        | 22. Feb. 2023                                  | —     | —        |
| 9   | Nur eine Illusion        | Solo una ilusión     | 22. Feb. 2023                        | 22. Feb. 2023                                  | —     | —        |
| 10  | Ohne Kostüm              | Sin disfraz          | 22. Feb. 2023                        | 22. Feb. 2023                                  | —     | —        |